# Hrobschitz (Adelsgeschlecht)

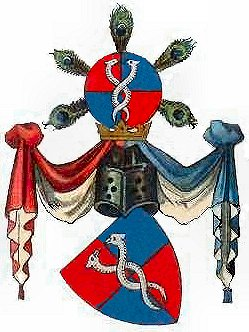
Wappen Hrobschitzky von Hrobschitz

Das Geschlecht der Hrobschitzky von Hrobschitz (tschechisch Hrobčický z Hrobčic) war ein Adelsgeschlecht, aus dem Hause des Mikess Hrobciczky von Hrobesicz, ansässig auf dem namensgebenden Stammsitz Hrobschitz (Hrobčice) bei Bilin im Teplitzer Bezirk in Böhmen und auf Niederhansdorf in der Grafschaft Glatz.
Im 16. und am Anfang des 17. Jahrhunderts erreichte es seine größte Bedeutung. Zu Beginn des Dreißigjährigen Kriegs, nach der Niederlage bei der Schlacht am Weißen Berg (Bílá hora) 1620 bei Prag verlor das Geschlecht an Einfluss und erlosch im Namensträgerstamm im Jahr 1778 mit Johann Joachim Hrobschitzky von Hrobschitz, Pfarrer und Dechant in Sobotka und Kanonikus in Prag.

## Wappen
In von Rot und Blau geviertem Schild zwei aufrecht gestellte, mit den Köpfen zueinander gekehrte, einander in der Form von zwei Achtern dreimal umwindende Schlangen, die rechte den Kopf im roten Feld golden, die linke silbern. Auf dem gekrönten Helm, rechts rot-golden, links blau-goldene Decken, ein runder wie der Schild gezeichneter Turnierspiegel, besteckt mit fünf fächerförmig angeordneten Pfauenfedern.

## Ortschaften und Schlösser des Adelsgeschlechts Hrobschitz

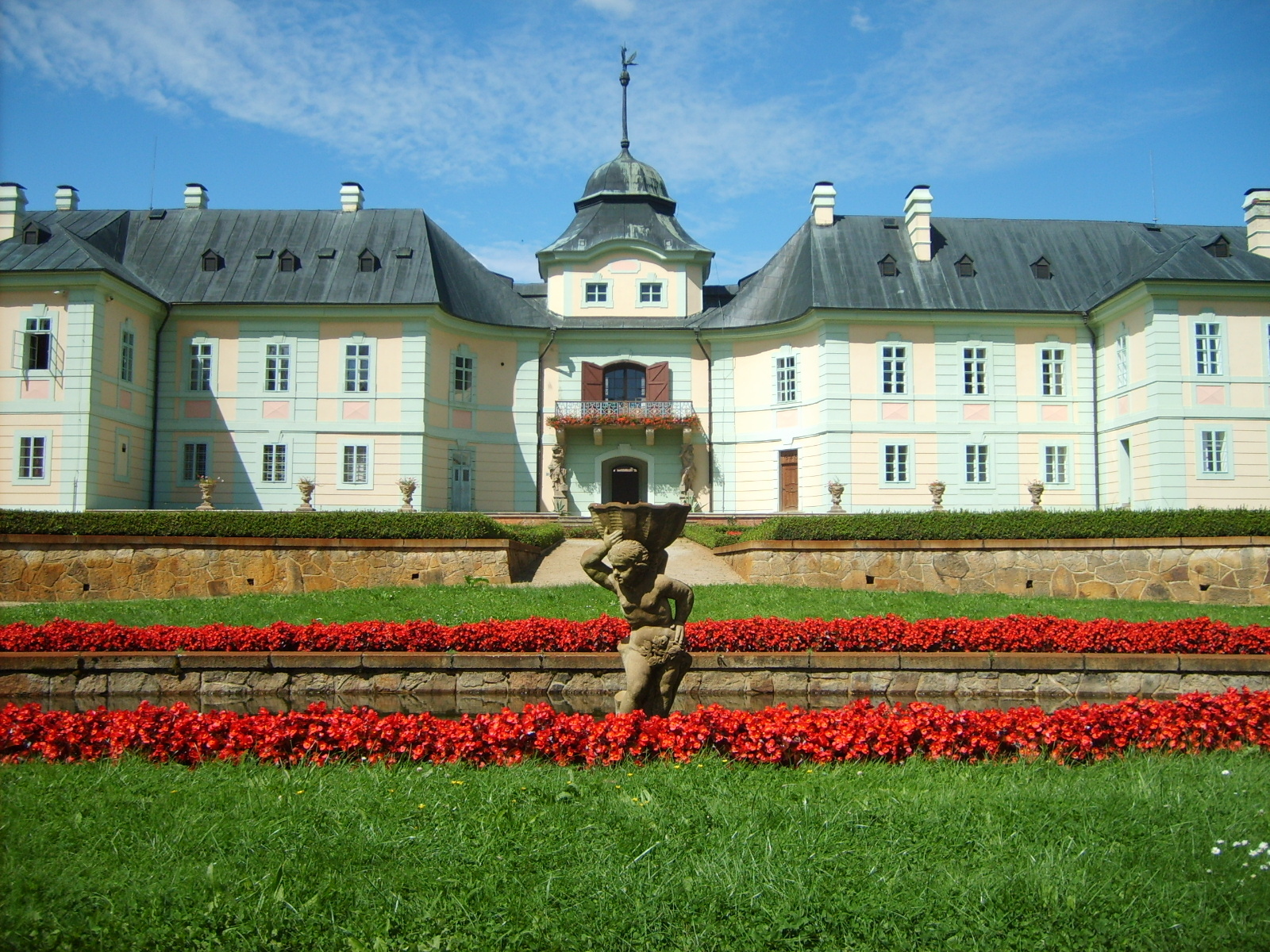
Schloss Manětín

Das Adelsgeschlecht ist nach der Ortschaft Hrobschitz (Hrobčice) benannt, die sich im Okres Teplice befindet.
Das Barockschloss Bílence befand sich im 17. Jahrhundert mehrere Jahrzehnte im Besitz des Adelsgeschlechts.
In Manětín ließ Hieronymus der Jüngere Hrobschitzky von Hrobschitz Schloss Manětín errichten.

## Geschichte
Ojíř von Hrobschitz wird als der erste nachgewiesene Eigentümer einer Wasserburg im Ort Hrobschitz urkundlich erwähnt.
Im Jahr 1561 wurden Sebeltitz (Žebletín) und andere Orte von A. von Schlick, dem Herrn auf Winteritz, zur Tilgung seiner Schulden an Mikeš von Hrobschitz verpachtet.
Im Jahr 1602 ist Hieronymus der Ältere Hrobschitzky von Hrobschitz, welcher 1597 das Gut Kraschau (Krasov) im Pilsner Kreis gekauft hatte, auch als Herrschaftsbesitzer auf Krasch, Hartenstein, Pernstein, Manetin und Buchau urkundlich nachweisbar. Im Jahr 1608, nach seinem Ableben, wurde schließlich dessen Sohn Ferdinand von Hrobschitz als Herr auf Hartenstein und Buchau verzeichnet.
Hieronymus der Jüngere Hrobschitzky von Hrobschitz war der jüngste Sohn von Hieronymus dem Älteren. Er lebte von 1556 bis 1603 und ließ in Manetin das Schloss Manětín errichten. Er herrschte neben Manetin auch über die Dörfer Böhmisch Doubravice, Luková und Křečov bei Kralovice.
Im Jahr 1618 wurde mit dem zweiten Prager Fenstersturz der Dreißigjährige Krieg ausgelöst. Die von Hrobschitz unterstützten mehrheitlich mit anderen böhmischen evangelisch-lutherischen Standesherren den Winterkönig Friedrich V. von der Pfalz. Nach der Niederlage in der Schlacht am Weißen Berg gegen die kaiserlich-habsburgischen Truppen Kaiser Ferdinands II. verloren Jaroslav, Georg und Ulrich (Udalrich) von Hrobschitz das Besitzrecht über ihre Besitzungen in Böhmen. Diese fielen an die Böhmische Kammer und wurden neuen Eigentümern verkauft.
Am 5. Oktober 1755 wurde Franz Anton Hrobcicky von Hrobcic in den böhmischen Freiherrnstand erhoben und verstarb kurze Zeit später.

## Wichtige Vertreter des Adelsgeschlechts
- Johann Mikess Hrobczisczky von Hrobczitz (d.d. 1538), Einwohner der Prager Altstadt, vor 1562 verstorben
- Ojíř von Hrobschitz gilt als der erste nachgewiesene Eigentümer der Feste im Ort Hrobschitz
- Mikeš von Hrobschitz
- Hieronymus der Ältere Hrobschitzky von Hrobschitz († 1608)
- Hieronymus der Jüngere Hrobschitzky von Hrobschitz (vor 1556–1603), böhmischer Adeliger und Herr von Manetin
- Ferdinand von Hrobschitz
- Adam Daniel Hrobcziczky von Hrobzitz, 1622 zur Konfikation seines Besitzes in Böhmen verurteilt, danach königlich schwedischer Offizier, verstorben nach 1631